# Дражгоше
Дражгоше (словен. Dražgoše) — поселення в общині Железнікі, Горенський регіон, Словенія. Висота над рівнем моря: 831,5 м.